# آبدارخانه

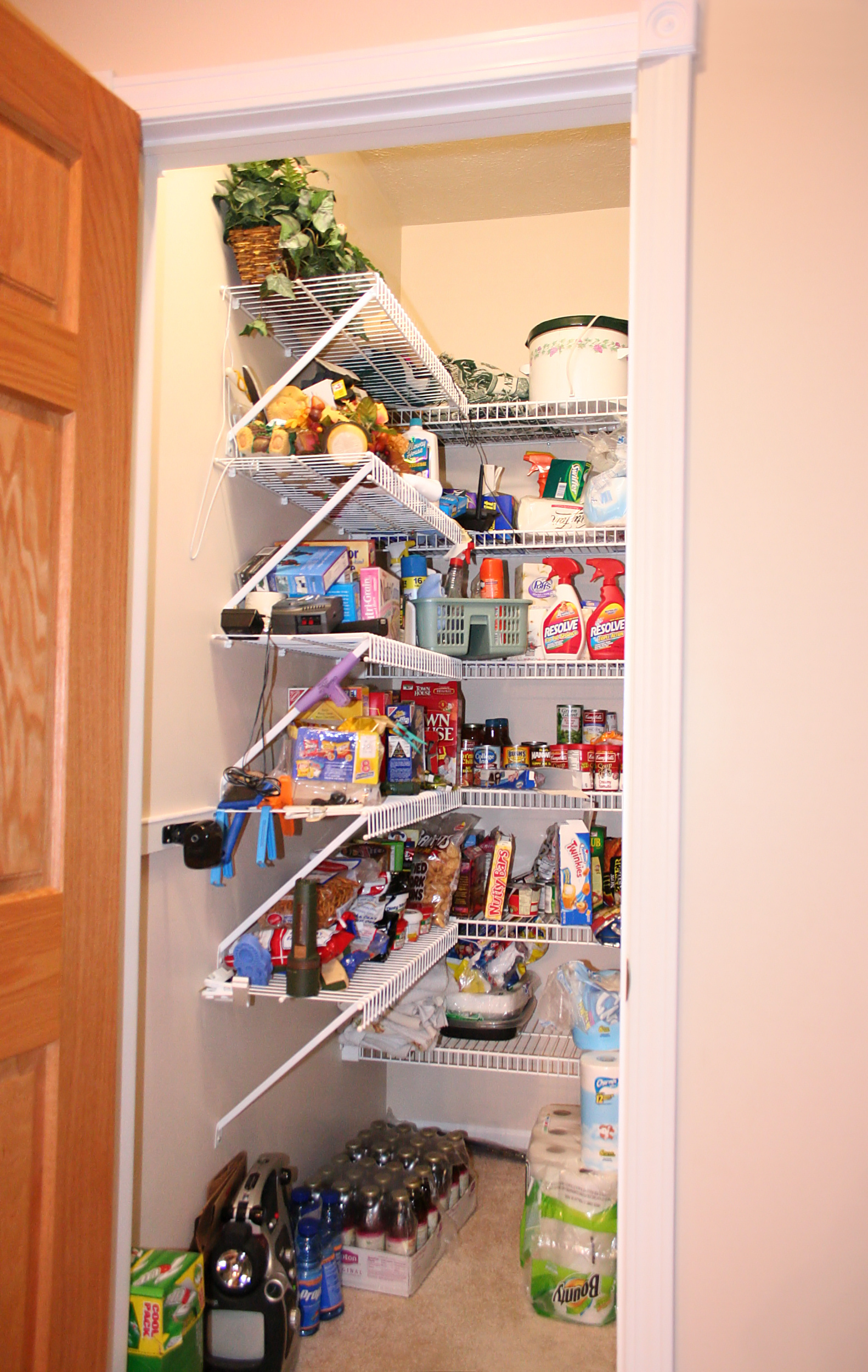
آبدارخانه‌ای که به صورت انباری غذا در کنار آشپزخانه کاربرد دارد.

آبدارخانه اتاقی است که در آن نوشیدنی، غذا، ظروف، مواد شیمیایی تمیزکنندهٔ خانگی، ملحفه یا آذوقه نگهداری می‌شود.

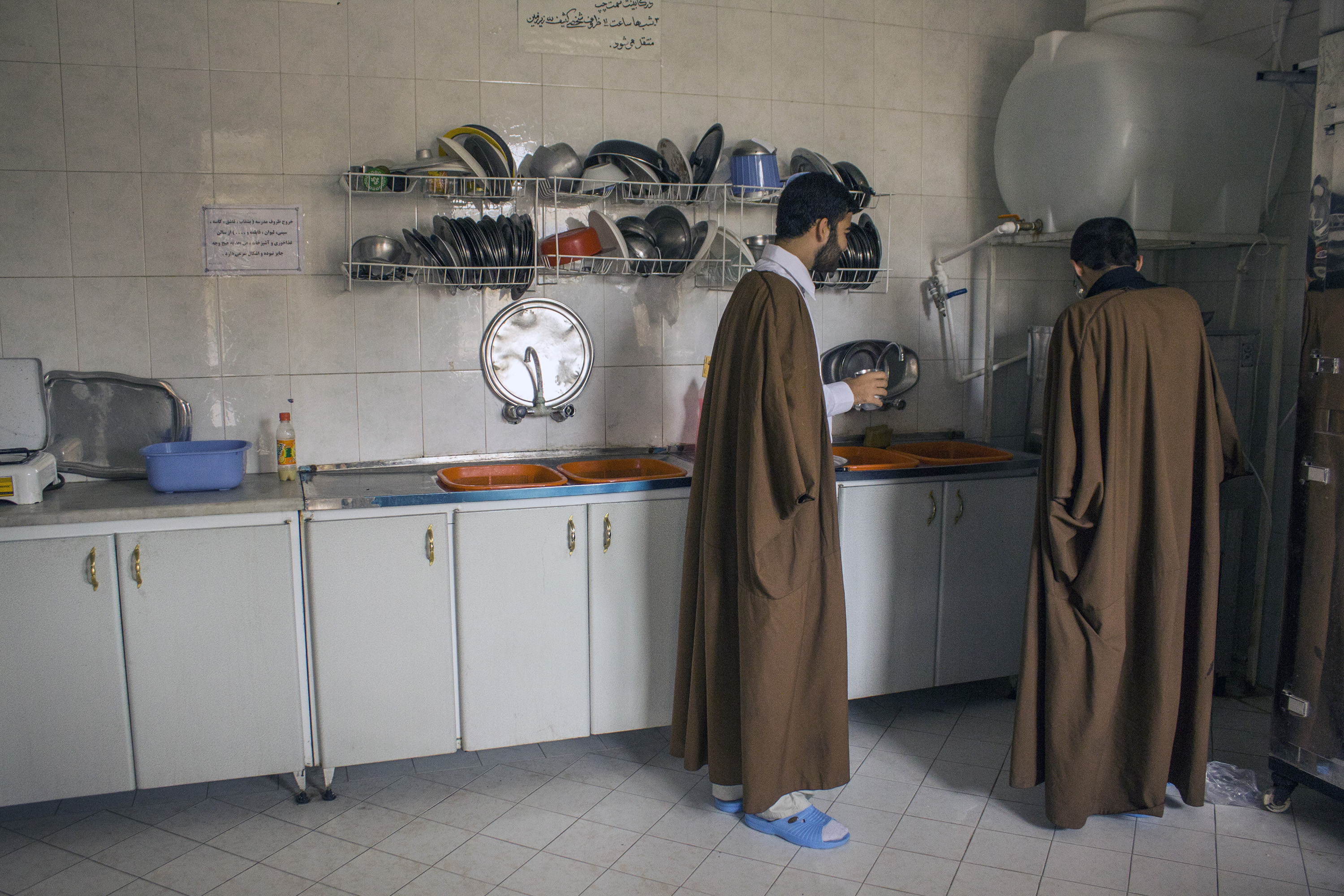
دو روحانی جوان در آبدارخانه یک مدرسه علوم دینی

## تعریف‌ها
- ادارات و مساجد و امکان عمومی: به مکانی برای تدارک چای و قهوه گفته می‌شود که از آشپزخانه کوچک‌تر است.
- خانه‌ها و آپارتمان‌ها: به انباری یا آشپزخانهٔ پشت گفته می‌شود که در کنار آشپزخانه اصلی قرار می‌گیرد و معمولاً برای ذخیرهٔ موارد غذایی‌ای که نیاز به یخچال ندارند کاربر دارد و گاهی اجاق‌گاز، یخچال، فریز، آب‌گرمکن و ماشین ظرف‌شویی را در آن قرار می‌دهند.

در طراحی معماری ساختمان، ابعاد فضای معماری آبدارخانه را نسبت به آشپزخانه بسیار کوچکتر می‌گیرند و معمولاً به آشپزخانهٔ کوچک آبدارخانه می‌گویند.